# Філіпп Кюрваль
Філі́пп Кюрва́ль (фр. Philippe Curval, справжнє ім'я — Філіпп Тронш (Philippe Tronche); 29 грудня 1929, Париж — 5 серпня 2023, там само) — французький письменник-фантаст.

## Біографія
Народився в Парижі. За свого життя йому судилось стати сучасником трьох значних подій століття: світової економічної кризи, Другої Світової війни та ядерного бомбардування Хіросіми і Нагасакі. Кинувши школу у віці 17 років, Філіпп залишає батьківський дім. Від військової повинності його звільнюють — після того, як він дезертував з армії. Перепробувавши кілька професій (фотографа, гончара, художника з реклами), він починає працювати у книгарні À La Balance («На терезах») у кварталі Сен-Жермен-де-Пре, яка належала відомій любительці фантастики Валері Шмідт. Ставши її асистентом, він бере участь у випуску першій колекції цього жанру — Présence du futur, разом з Жаком Берж'є, Борисом Віаном та ін.
Далі він публікує новели у журналах Fiction і Satellite, критичні матеріали, створює колажі для обкладинок журналу Fiction. У 1955—1958 рр. він разом з Жаком Штернбергом видає обмеженим тиражем фензин Le Petit Silence Illustré, що став попередником андерграундної преси 1960-70-х років у Франції.
Разом з такими авторами, як Жерар Клайн, Жак Штернберг, П'єр Версен, Жорж Ґалле, на початку 1950-х він бере участь у літературному русі, що започатковує жанр наукової фантастики у Франції. У 1955 журнал Fiction публікує його перший твір — невелике оповідання «Яйце Ельдюо́» (L'oeuf d'Elduo).
У 1960 р. у серії «Фантастичний промінь» (Le Rayon Fantastique) виходить його перший роман «Квіти Венери» (Les fleurs de Venus). У 1962 році з'являється другий роман, «Космічний прибій» (Le Ressac de l'espace), що отримує премію імені Жуля Верна. Потім Кюрваль тимчасово залишає письменництво — він починає працювати науковим оглядачем у журналі Vie électrique («Електричне життя»); і лише 1969 року він публікує фантастичний роман «Бавовняна фортеця» (La forteresse de coton) . Невдовзі Кюрваль повертається до власне наукової фантастики.
Кюрваль займався також літературною критикою, вів критичний розділ спочатку у журналі Fiction, потім у 1974—1977 р.р. — у журналі Galaxies («Галактики»), а в 1978 — у журналі Traverses («Переправи», «Шляхи у майбутнє»). Він співпрацював також з журналами Monde («Світ») і Le magazine litteraire («Літературний журнал»), публікуючи там рецензії на книжки з фантастичної тематики. Відомою є стаття Кюрваля «Майбутнє як пекло в уявленнях фантастів».
У 2009 він публікує збірку оповідань «Людина, що зупинилася/Останні хроніки» — гібрид наукової і сучасної фантастики зі смертю головного героя. Роман, «Чорне дно» (фр. «Black Bottom»), вийшов у 2018 році.
Останнє оповідання автора «Диплопія» (фр. «Diplopie») побачило світ у 2019 році.

## Твори
(видання французькою мовою)

### Романи
- Квіти Венери (Les Fleurs de Vénus) (1960)
- Космічний прибій (Le Ressac de l'espace) (1962)
- Бавовняна фортеця (La Forteresse de coton) (1967)
- Обережно, очі (Attention les yeux) (1972)
- Людина навиворіт (L'Homme à rebours) (1974)
- Піски Фалону (Les Sables de Falun) (1975)
- Ця мила людяність (Cette chère humanité) (1976)
- Підозра не в чому (Un soupçon de néant) (1977)
- Тічка із зірками (Rut aux étoiles) (1979)
- Чи пробудиться той, що спить? (Le Dormeur s'éveillera-t-il ?) (1979)
- Є хто-небудь? (Y a quelqu'un ?) (1979)
- Приховане обличчя бажання (La Face cachée du désir) (1980)
- Запах звіра (L'Odeur de la bête) (1981)
- У полоні екстазу (Tous vers l'extase) (1981)
- На спогад майбутнього (En souvenir du Futur) (1983)
- Ах! Який гарний Нью-Йорк (Ah ! Que c'est beau New York) (1983)
- Устаньте, мертві! Поїзд-Примара прибуває на вокзал (Debout les morts ! Le Train fantôme entre en gare) (1984)
- Як зіграти людину-невидимку у трьох уроках (Comment jouer à l'homme invisible en trois leçons) (1986)
- Живуть десь насправді? (Habite-t-on réellement quelque part ?) (1989)
- Акілое (Akiloë) (1989)
- Вічність — не життя (L'éternité n'est pas la vie) (1995)
- Втікачі від марева (Les Évadés du mirage) (1995). Перевидано під назвою «Конго Пантен» (Congo Pantin) у 2000 р.
- Лук натягнутий бажанням (L'Arc tendu du désir) (1995)
- Макно посилає смерть (Macno emmerde la mort) (1998)
- Сліпе бачення (Voyance aveugle) (1998)
- Подорож навпаки (Voyage à l'Envers) (2000)
- Білий як тінь (Blanc comme l'ombre) (2003)
- Раста-самотність (Rasta solitude) (2003)
- Блюз «Лотар» (Lothar blues) (2008)
- Людина, що зупинилася/Останні хроніки (L'Homme qui s'arrêta. Journaux Ultimes) (2009)
- Саме вчасно (Juste à temps) (2013)
- Чорне дно (фр. «Black Bottom») (2018)
- Нерухомий пакетбот (фр. «Le Paquebot immobile») (2020)
- Це ж (фр. «Idem's ») (2021)

### Збірки
- Золота книга наукової фантастики (Le Livre d'Or de la science-fiction) (1980)

### Оповідання
Тут наведено кілька оповідань Кюрваля. Докладніший список можна знайти у зовнішніх посиланнях.
- Дрібнична справа! (C'est du billard !) (1959)
- Фоновий шум (Bruit de fond) (1979)
- Глянь, Фістоне, чи нема позаземного за винною пляшкою (Regarde, Fiston, s'il n'y a pas un Extra-Terrestre derrière la bouteille de vin) (1980)
- Качки під підозрою (Canards du doute) (1997)
- Заповіт мертвої дитини (Le Testament d'un enfant mort) (2013)
- Гірший за Вітер (Pire que le Vent) (2013)